# Romarsko središče
Romarsko središče, tudi romarsko svetišče ali božjepotno središče oziroma svetišče (latinsko sanctuarium) je svetišče ali verski kraj, ki je posvečen Bogu ali kakšnemu drugemu božanstvu, svetniku ali sveti podobi, ki ga verniki častijo. Za pomembna svetišča je značilno množično romanje.

## Krščanstvo
V krščanstvu, posebej v katolištvu in pravoslavju, imajo romarska središča pomembno vlogo. Katoliška verska središča so opredeljena s statuti, ki jih izda bodisi škof bodisi Sveti sedež. To področje ureja Zakonik cerkvenega prava v kanonih 1230–1234. Neki cerkvi, najpogosteje baziliki, se podeli naziv, ki ima mednarodno, narodno ali škofijsko veljavo.

### Mednarodno romarsko središče
Mednarodno romarsko središče lahko potrdi samo Sveti sedež. V svetu poznamo 17 tovrstnih središč (podatek za leto 2025).
| #   | Slika                     | Cerkev                                                   | Država       |
| --- | ------------------------- | -------------------------------------------------------- | ------------ |
| 1.  | Klikni za spremembo slike | Stolnica Kraljice miru in dobre poti, Antipolo           | Filipini     |
| 2.  | Klikni za spremembo slike | Bazilika Marijinega brezmadežnega spočetja, Lurd         | Francija     |
| 3.  | Klikni za spremembo slike | Cerkev sv. Tomaža, Malayattoor                           | Indija       |
| 4.  | Klikni za spremembo slike | Bazilika sv. Antona Padovanskega, Padova                 | Italija      |
| 5.  | Klikni za spremembo slike | Bazilika sv. Hiše, Loreto                                | Italija      |
| 6.  | Klikni za spremembo slike | Bazilika Knoške Matere Božje, Knock                      | Irska        |
| 7.  | Klikni za spremembo slike | Cerkev Korejskih mučencev, Seul                          | Južna Koreja |
| 8.  | Klikni za spremembo slike | Cerkev mučeništva, Haemi                                 | Južna Koreja |
| 9.  | Klikni za spremembo slike | Bazilika Marijinega vnebovzetja, Aglona                  | Latvija      |
| 10. | Klikni za spremembo slike | Bazilika Kristusa Kralja, Ciudad de México               | Mehika       |
| 11. |                           | Cerkev Kristusa Odrešenika in Matere Božje, Elele        | Nigerija     |
| 12. | Klikni za spremembo slike | Bazilika sv. Ane, Góra Świętej Anny                      | Poljska      |
| 13. | Klikni za spremembo slike | Bazilika Božjega usmiljenja, Krakov                      | Poljska      |
| 14. | Klikni za spremembo slike | Cerkev sv. Katarine, Stary Wielisław                     | Poljska      |
| 15. | Klikni za spremembo slike | Bazilika sv. Križa in Marijinega vnebovzetja, Čenstohova | Poljska      |
| 16. | Klikni za spremembo slike | Bazilika sv. Jadvige, Trzebnica                          | Poljska      |
| 17. | Klikni za spremembo slike | Bazilika Rožnovenske Matere Božje, Fatima                | Portugalska  |

### Narodno romarsko središče
Narodno romarsko središče lahko potrdi samo Škofovska konferenca, pod katere pristojnost spada cerkev. V svetu je trenutno 257 narodnih središč (podatek za leto 2025). V Sloveniji je bazilika Marije Pomagaj, Brezje, na Hrvaškem so bazilika Bistriške Matere Božje, Marija Bistrica, cerkev sv. Jožefa, Karlovec, in cerkev sv. Frančiška Asiškega, Šibenik, v Avstriji je bazilika Marijinega rojstva, Mariazell, na Madžarskem sta bazilika sv. Mihaela, Máriapócs, in bazilika Marijinega vnebovzetja, Mátraverebély, v Italiji je poleg dveh mednarodnih cerkev Marije Kraljice, Vejna (pri Trstu), v Nemčiji je bazilika sv. Ane, Altötting (na Bavarskem). Na Poljskem je pet mednarodnih in tri narodna, na Irskem eno mednarodno in eno narodno. Od vseh držav jih imajo največ Združene države Amerike, 69, sledijo ji Filipini z enim mednarodnim in 33 narodnimi središči, njim pa z desetimi sledi Kanada.

### Škofijsko romarsko središče
Škofijsko romarsko središče potrdi škof ordinarij. V škofiji je lahko več romarskih središč, vendar škof eno izmed njih določi za škofijsko.